# Crithmum maritimum

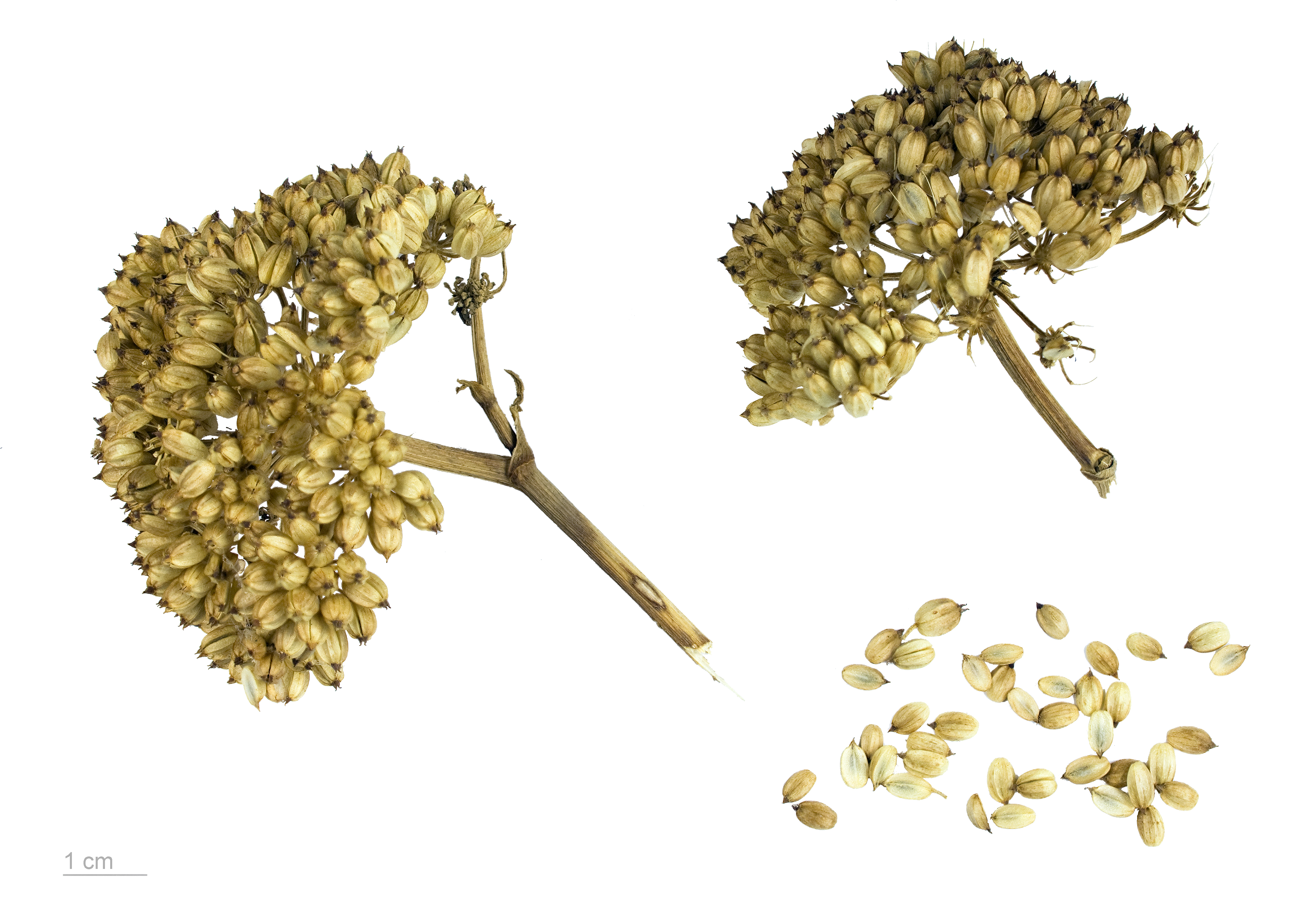
Crithmum maritimum

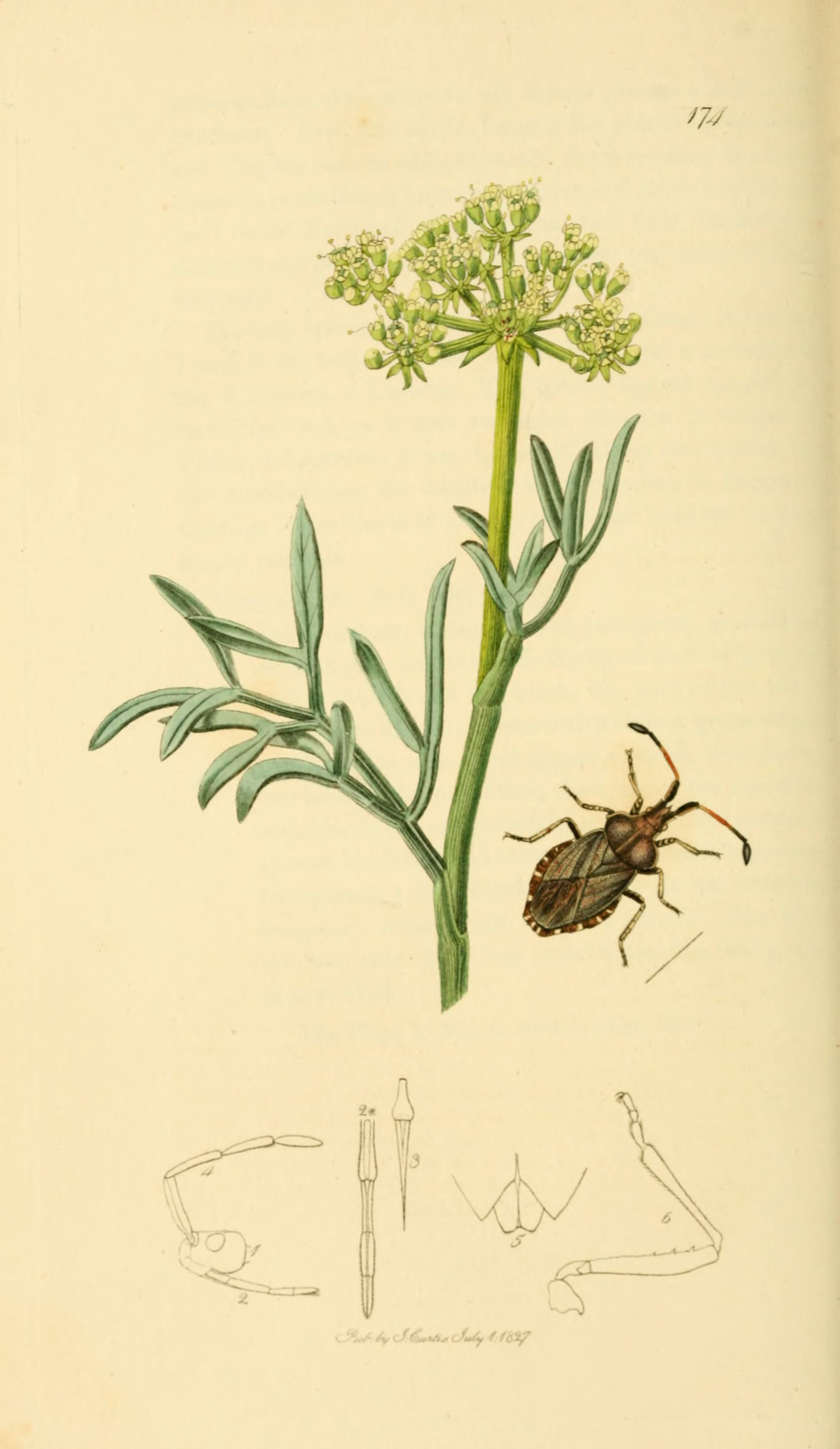
Ilustración

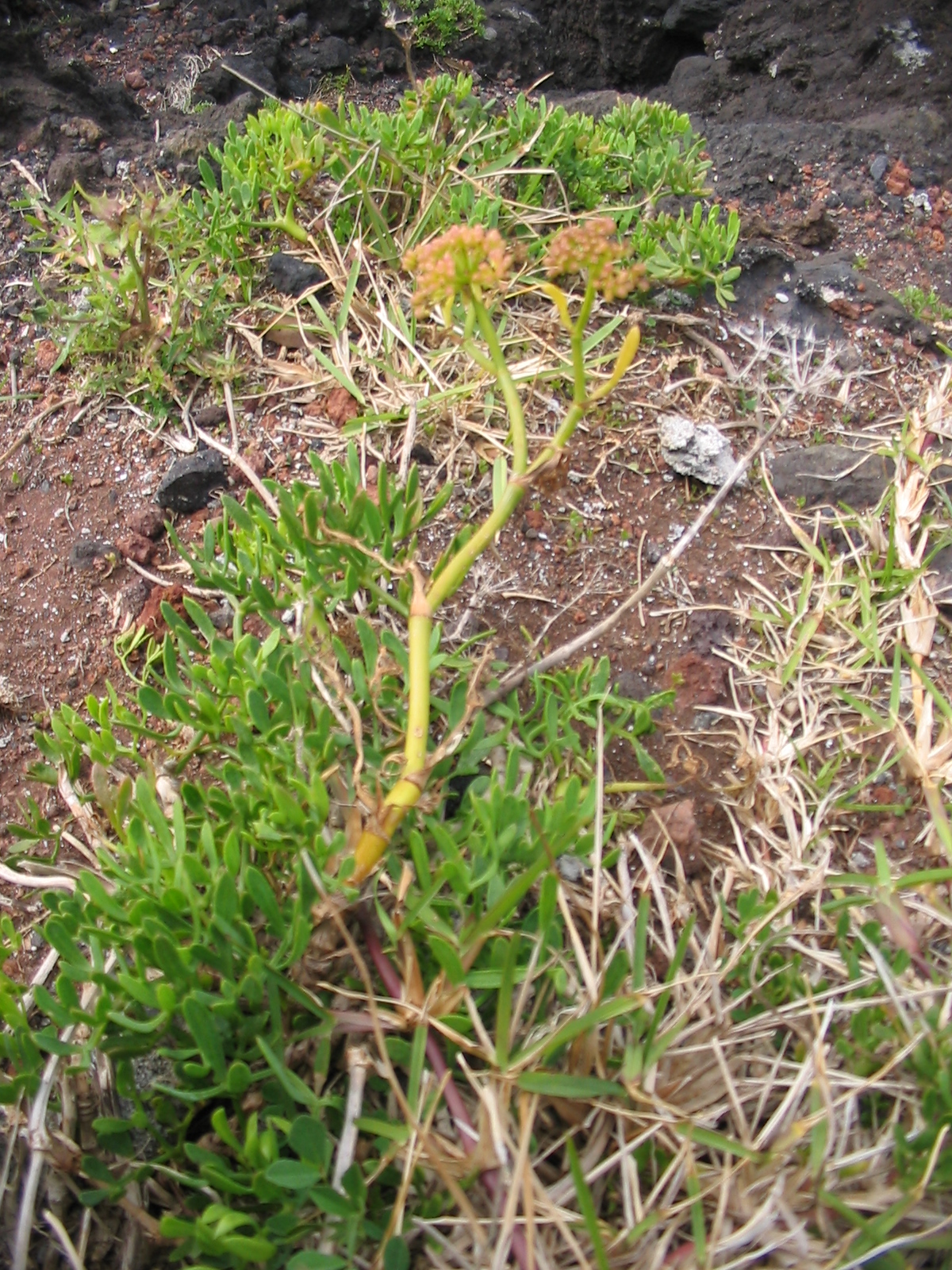
Hábitat

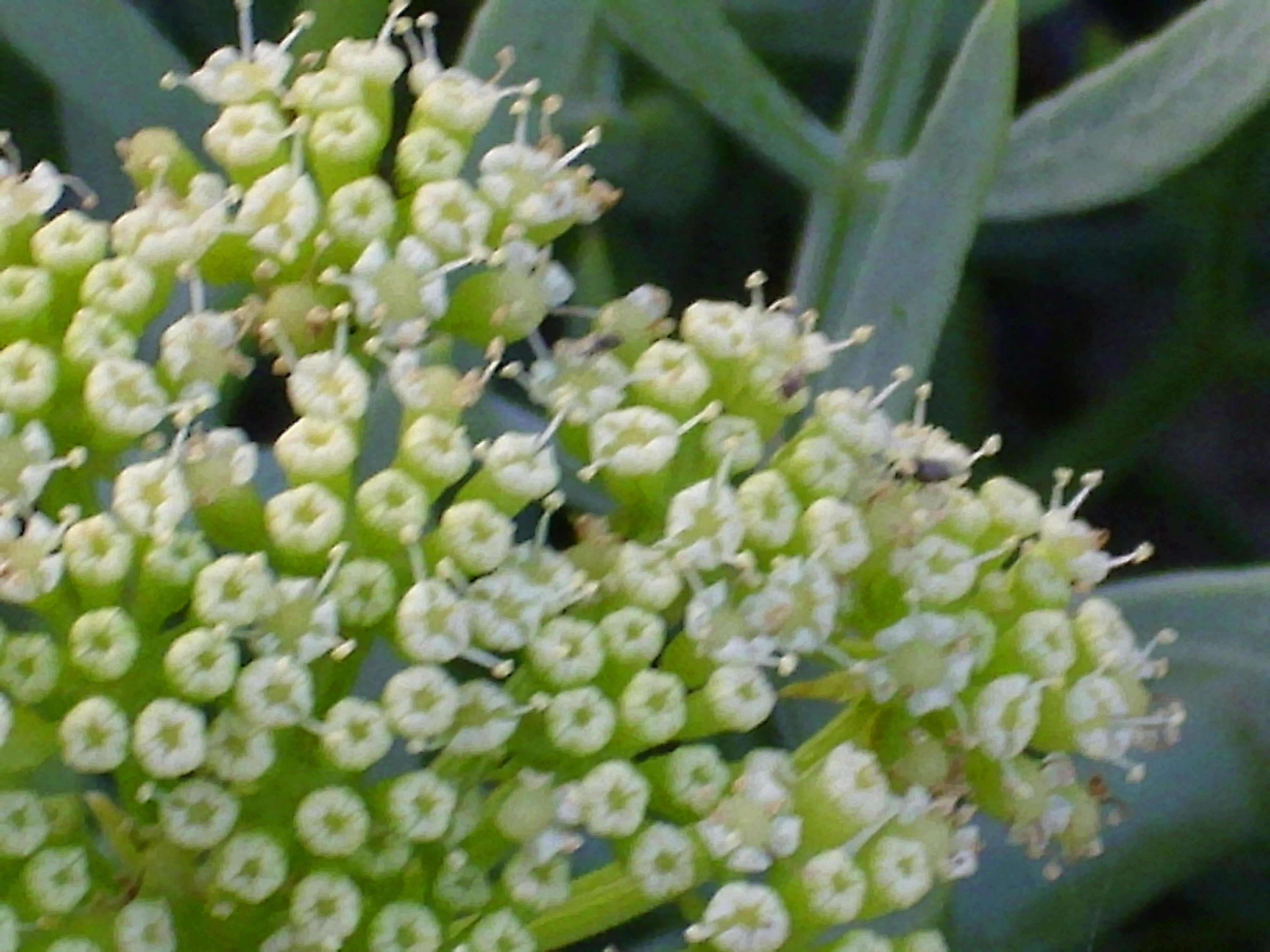
Flores

Hinojo marino, o perejil marino (Crithmum maritimum), la única especie del género Crithmum, es una planta comestible silvestre que se encuentra la zona meridional de Europa, en especial la costa del mar Mediterráneo, donde crece en estado silvestre. Es una hierba perenne.

## Etimología
Crithmum: de origen griego, krithe, que significa cebada, aludiendo a cierta semejanza de las semillas. 
maritimum: epíteto que hace referencia a que esta especie crece a orillas del mar.
Su nombre en inglés, Samphire deriva del nombre francés "Hierba de San Pedro", porque las raíces se introducen de una manera profunda en las grietas de las rocas. De aquí, la Hierba de San Pedro evolucionó desde Sampetre,  a Sampier, y hasta Samphire.
Ya los griegos y romanos la utilizaron cruda para sus ensaladas, y cocida como verdura para guisos. En el siglo I D.C., Plinio el Viejo escribiría que Teseo la comió antes de enfrentarse al Minotauro. 
Shakespeare se refiere a ella en su libro "El rey Lear" en la peligrosidad que puede entrañar recogerla de los acantilados. ("Half-way down, Hangs one that gathers samphire; dreadful trade!")

## Descripción
Es una planta que echa una cepa gruesa, con los restos de los tallos de años anteriores, y se prolonga hacia arriba en un tallo grueso, herbáceo, glauco y finalmente estriado, tortuoso, con la médula blanca; las hojas también son glaucas, carnosas, tiesas, con el rabillo dilatado a modo de vaina, y el limbo tres veces dividido en unos gajos angostos. El tallo remata en umbelas, constituidas por un número de radios que varían de diez a veinte; siendo radios cortos y gruesos, rodeados de un involucro de seis o más brácteas persistentes. Las flores son blancas o de color amarillo verdoso. El fruto ovoide, de 4 a 6 mm de longitud, con filetes longitudinales muy agudos; por sus paredes gruesas y esponjosas, el fruto es muy liviano. Esta planta está muy ramificada, tiene 1 a 2 palmos de altura; sus hojas tienen un sabor fuerte, que recuerda al apio, con tonos salados. Florece hacia el mes de agosto y sus frutos maduran en otoño. De la recolección interesan las hojas.

## Composición
La constitución de la esencia de esta planta, aunque compuesta de las mismas sustancias, varía según la época de recolecta. Está integrada por dilapiol, esto es, 1-alil-4,5-metilenodioxi-2,3-dimetoxibenceno, y un 30% de critmeno que al parecer, es idéntico al alpha-terpimeno. La planta tiene la mayor cantidad de esencia durante la primera quincena de agosto, cuando ésta es de color amarillo amarillo-rojizo y despide un olor intenso. 
El hinojo marino es rico en yodo, oligoelementos, sales minerales, beta-caroteno, proteínas, aminoácidos y vitamina C.

## Usos
Es una planta antiescorbútica, que los navegantes de otros tiempos llevaban en sus largas travesías, puestas sus hojas en adobo con sal y vinagre. Empleadas así, es decir, encurtidas, abren el apetito y facilitan la digestión; y sirven también de diuréticas.
También eran consumidas por los marineros cuando llegaban a tierra enfermos de escorbuto tras largos viajes.
Se le asocian así, además de las propiedades antiescorbúticas, depurativas (acción sobre el hígado), digestivas y diuréticas, las estimulantes, pues parece ser que actúa sobre las glándulas endocrinas y sobre la tiroides. 
Dioscórides dice de ella en el libro II: " El crithmo, o, según le llaman algunos, crithamo, es una mata bajuela, por todas partes muy poblada de hojas, y cuasi de la altura de un codo. Nace comúnmente en lugares marítimos y pedregosos. Tiene las hojas muy gruesas y blanquecinas, como las de las verdolagas, empero más gruesas y algún tanto más luengas, las cuales son saladas al gusto. Produce las flores blancas, y el fructo como aquel del romero, tierno, oloroso y redondo, el cual se dilata en secándose y tiene dentro de sí la simiente, a manera de grano de trigo. Sus raíces son tres o cuatro, de suave y jocundo olor, cada una de ellas de la grosura de un dedo. Las raíces, la simiente y las hojas, cocidas con vino y bebidas, son útiles a la retención de la orina y a la ictericia, y provocan el menstruo. Cómese crudo y cocido el crithmo y consérvase también en salmuera."
Sus hojas tiernas son consumidas en ensaladas o en conserva, a lo largo de todo el Mediterráneo. En la costa catalana, cuando se ponen aceitunas en adobo, además del tomillo, la ajedrea, el orégano, etc., se suele añadir unas hojas de hinojo marino. Con mayor frecuencia todavía se pone en las anchoas en salmuera, cuando se preparan al uso casero; entonces la salmuera se cubre con unas hojas de esta planta, lo que les infiere su olor particular.
Su aceite esencial es utilizado en algunos perfumes.

## Taxonomía
Crithmum maritimum fue descrita por Carlos Linneo y publicado en Species Plantarum 1: 246. 1753.

## Nombres comunes
Cenojo de mar, cresta marina, hinojo de mar, hinojo marino, pastanaga, pastinaca marina, perejil de la isla, perejil de la mar, perejil de mar, perejil marino, perejil marítimo, uña de perro.